# Bank of Japan
| Zinssatz                                                    | Höhe            |
| ----------------------------------------------------------- | --------------- |
| Europäische Zentralbank (gültig ab: 11. Juni 2025)          |                 |
| Einlagesatz (deposit facility rate)                         | 2,00 %          |
| Hauptrefinanzierungssatz (main refinancing operations rate) | 2,15 %          |
| Spitzenrefinanzierungssatz (marginal lending facility rate) | 2,40 %          |
| Schweizerische Nationalbank (gültig ab: 20. Juni 2025)      |                 |
| SNB Leitzins                                                | 0,00 %          |
| Federal Reserve System (gültig ab: 19. Dezember 2024)       |                 |
| Federal-Funds-Rate-Zielband                                 | 4,25 bis 4,50 % |
| Primary Credit Rate                                         | 4,50 %          |
| Bank of Japan (gültig ab: 27. Januar 2025)                  |                 |
| Overnight Call Rate                                         | 0,50 %          |
| Bank of England (gültig ab: 8. Mai 2025)                    |                 |
| Official Bank Rate                                          | 4,25 %          |
| Chinesische Volksbank (gültig ab: 20. Mai 2025              |                 |
| Diskontsatz (one-year lending rate)                         | 3,00 %          |
| Reserve Bank of India (gültig ab: 9. April 2025)            |                 |
| Repo rate                                                   | 6,00 %          |

Die Nippon Ginkō (japanisch 日本銀行, kurz 日銀, Nichigin), im Deutschen oft mit der englischen Übersetzung Bank of Japan (kurz BoJ), seltener in deutscher Übersetzung als „Bank von Japan“ bezeichnet, ist die japanische Zentralbank. Sie wurde im Jahr 1882 aus acht sogenannten Wechselgesellschaften gegründet und seitdem mehrfach reorganisiert. Ihre Hauptaufgabe ist die Notenausgabe. Zur Umsetzung ihrer Politik kann die Zentralbank auf verschiedene klassische Zentralbankinstrumente zurückgreifen. Die BoJ wird aktuell von ihrem Generaldirektor Kazuo Ueda und einem Lenkungsrat geführt.

## Geschichte

### Entstehungsgeschichte des Bankensystems in Japan
Japan war bis ins 19. Jahrhundert über 200 Jahre von der Außenwelt durch die Tokugawa-Militärregierung abgeschottet von seinen Nachbarländern. 1854 erzwangen US-amerikanische Kriegsschiffe die Öffnung der japanischen Häfen und das Land konnte unter der Regierung von Kaiser Meiji darangehen, sich zu einem modernen Industriestaat zu entwickeln. 1869 errichtete diese in acht Städten sogenannte Wechselgesellschaften (為替会社, kawase-gaisha), mit deren Hilfe die Ausfuhr von Gütern erleichtert werden sollte. Durch Misstrauen gegenüber dem neu eingeführten Papiergeld mussten diese nach kurzer Zeit wieder aufgelöst werden. Nach einer dreijährigen Übergangsphase, in der die Beamten ausländische Bankensysteme studierten, erließ die Regierung in Tokio 1872 das „Nationalbanksgesetz“ (国立銀行条例, kokuritsu ginkō jōrei), das den US-amerikanischen National Bank Act zur Grundlage hatte. Doch auch dieses System konnte nicht befriedigen, was zur Folge hatte, dass die vier bestehenden Nationalbanken an Mittelknappheit litten, woraufhin 1882 eine Zentralbank errichtet wurde, die schon bald das Notenausgabeprivileg an sich zog. Diese ist die heutige „Bank of Japan“.

### Nach der Gründung
Nach der Gründung beschränkte sich die Zuständigkeit der zur Hälfte im Privatbesitz befindlichen Bank auf inländische Aufgaben. Abwicklung und Kontrolle des Außenwirtschaftsverkehrs war der Vorläuferin der früheren Tōkyō Ginkō (engl. Bank of Tokyo) vorbehalten. Die Trennung der Zuständigkeiten reichte bis in das Jahr 1942, in welchem die Bank am 1. Mai jenes Jahres in Übereinstimmung mit dem „Gesetz über die Bank von Japan“ (日本銀行法, Nihon-ginkō-hō; im Folgenden der „Act of 1942“) reorganisiert wurde. Der Act of 1942 reflektiert stark die Kriegssituation: beispielsweise Artikel 1 erklärt die Ziele der BoJ als „die Regulation der Währung, Kontrolle und Erleichterung von Krediten und Finanzierung, sowie die Wartung und Förderung des Kreditsystems, gemäß der nationalen Politik, um die allgemeinen wirtschaftlichen Aktivitäten der nationalen Macht angemessen zu verbessern“. Der Act of 1942 wurde mehrmals nach dem Zweiten Weltkrieg geändert. Diese Änderungen beinhalteten die Einrichtung des Lenkungsrates als das höchste Entscheidungsmittel der BoJ im Juni 1949.
Der „Act of 1942“ wurde im Juni 1997 unter den zwei Prinzipien „Unabhängigkeit“ und „Transparenz“ komplett überarbeitet. Das überarbeitete BoJ-Gesetz wurde am 1. April 1998 wirksam.

### Entwicklung der Unabhängigkeit der Zentralbank

#### 1950er und 1960er Jahre
Die Geldpolitik der japanischen Zentralbank war in den 1950er Jahren durch mangelhafte Präventivmaßnahmen bei erfolgreicher Bekämpfung der Folgeerscheinungen gekennzeichnet. Streitigkeiten zwischen Politikern der Liberaldemokratischen Partei (LDP), dem Finanzministerium (MOF) und der Zentralbank über die Kontrolle der Geldpolitik wurden durch die Grenzen, die das Bretton-Woods-Systems während der 1950er und 1960er Jahre auferlegte, eingehegt. Der Yen war im Jahr 1949 bei 360 Yen/Dollar gebunden und der Wechselkurs konnte, genau wie bei den europäischen Hauptwährungen während der Zeit der festen Zinssatzsysteme, nicht verändert werden. Als jedoch internationale Zahlungsbilanzungleichgewichte die Wechselkursverhältnisse aus dem Gleichgewicht brachten, wurde die Geldpolitik gebraucht, um internationale Anpassungen vorzunehmen.

#### 1970er Jahre
Der Kollaps des Bretton-Woods-Systems in den frühen 1970er Jahren beseitigte die formale Festlegung der Wechselkursverhältnisse in der japanischen Geldpolitik. Daraufhin kamen innenpolitische Konflikte darüber auf, wer in Japan den individuellen Nutzen dieser neu gewonnenen politischen Spielräume ernten würde. Japanische Politiker nutzten diese Möglichkeit, die japanische Wirtschaft durch eine expansive Geldpolitik (kurzfristig) zu fördern. 1972 lockerte Ministerpräsident Kakuei Tanaka die Geldpolitik der BoJ gegen den Rat der Zentralbank. Tanaka war der Führer der Tanaka-Faktion, der größten Faktion in der LDP. Anders als andere Ministerpräsidenten konnte Tanaka gegen BoJ und MOF eine Lockerung der Geldpolitik durchsetzen.
Die Resultate von Tanakas lockerer Geldpolitik, verstärkt durch den ersten Ölschock, waren traumatisch. Die Inflationsrate stieg 1973 auf 12 Prozent und 1974 auf 23 Prozent, begleitet durch die Gerüchte von Rohstoffknappheit und dem Horten durch Verbraucher. Diese ernüchternde Erfahrung gefährdete den Einfluss von Politikern auf die Geldpolitik nachhaltig. Das MOF nahm Tanaka die expansive Geldpolitik sehr übel, die dieser in Gang gesetzt hatte, da diese große Haushaltsdefizite verursacht hatte. Das Ministerium brauchte eineinhalb Jahrzehnte, um sie wieder zu beseitigen und war unzufrieden mit den Resultaten der Tanaka-Reflation. Das Ministerium war politischer Einflussnahme auf die Geldpolitik grundsätzlich abgeneigt, da diese den eigenen Handlungsspielraum des MOF in der Geldpolitik bedrohten. Diese Erfahrung stärkte die Entschlossenheit von beiden, dem MOF und der BoJ, politische Interventionen in der Zukunft zu blockieren, zerrüttete das Selbstbewusstsein der Politiker im monetären Bereich und verfestigte den gesellschaftlichen Konsens, dass Politik und der monetäre Bereich eine gefährliche Mischung darstellen.
Ab 1977 formulierte die BoJ (vage) Geldmengenziele, die ein Symbol der Entschlossenheit der BoJ waren, dem politischen Druck gegen eine Erweiterung zu widerstehen. Zur Zeit des zweiten Ölschocks handelte die BoJ rasch, um die Inflation einzudämmen und nutzte die Erfahrung der frühen 1970er, um sich politisch durchzusetzen. Im Dezember 1979 wurde schließlich Generaldirektor Teiichirō Morinaga, ein früherer Beamter aus dem MOF, durch Haruo Maekawa, einen Mitarbeiter der BoJ, ersetzt.

#### 1980er Jahre
Ab Ende 1970 variierte der tatsächliche Handlungsspielraum der BoJ durch Änderungen von politischen und wirtschaftlichen Bedingungen. Zu Beginn der 80er Jahre hatte sich die Zentralbank als erheblichen Präzedenzfall für unabhängige Geldkontrolle etabliert. Dies sollte sich bei zukünftigen Konflikten zwischen dem MOF und LDP-Politikern als sehr nützlich erweisen. Die BoJ wurde in den 1980er Jahren häufig unter Druck gesetzt, aber die Unterwerfung der BoJ gegenüber Politikern war nicht länger eindeutig.

#### „Big Bang“
Bei der „Big-Bang“-Liberalisierung des Finanzmarkts stärkte die Regierung unter Ministerpräsident Ryūtarō Hashimoto (LDP, Obuchi-Faktion) 1998 auch die Unabhängigkeit der Nichigin: Mit dem neuen Zentralbankgesetz wurde die Geldpolitik formal von der Einflussnahme durch Politik und Ministerialbürokratie über das Finanzministerium befreit.

### Währung
Mit dem Shinka-jōrei (新貨条例, englisch New Currency Act) von 1871 wurde die japanische Währung Yen ausgegeben und als neue einheitliche Währung etabliert. Die ehemaligen Lehen gingen in Präfekturen auf und ihre Münzprägeanstalten wurden zu privaten Bankhäusern mit dem Recht, Geld zu drucken und auszugeben. Bis 1882 konnten sowohl die Bank of Japan als auch diese Privatbanken Geld ausgeben. Die Bank of Japan emittierte ihre ersten Banknoten am 18. Mai 1885.
1897 führte Japan den Goldstandard ein. Damit war die (theoretische) Verpflichtung der Zentralbank verbunden, Bargeld jederzeit in die entsprechende Menge Gold umzutauschen.

## Aufbau der BoJ
Die BoJ hat eine einheitliche und zentralisierte Organisationsstruktur. Die Zentralbank hat ein landesweites System von 32 Filialen, das finanzielle Geschäfte direkt mit privaten und staatlichen Banken führt. Die BoJ ist nicht in separate regionale- oder Bezirksbanken unterteilt, die Repräsentanten zu der zentralen Direktion senden. Alle zentralen Entscheidungsträger sind in den zentralen Standorten in Tokio ansässig.
Die Amtsgewalt der einheimischen Währungspolitik befindet sich formal beim Lenkungsrat der Zentralbank. Der Lenkungsrat (政策委員会, seisaku iinkai, engl. policy board) besteht aus dem Generaldirektor (総裁, sōsai) der BoJ, seinen zwei Stellvertretern und sechs weiteren Mitgliedern (審議委員, shingi iin). Die Mitglieder werden vom Kabinett mit Zustimmung beider Kammern des Parlaments für fünf Jahre ernannt.
Diesem Lenkungsrat obliegen nach Artikel 15 des BoJ-Gesetzes die wichtigsten Entscheidungen. Der Vorsitzende des Gremiums wurde von den stimmberechtigten Mitgliedern regelmäßig zum Generaldirektor der Bank of Japan gewählt.
| Name             | Funktion                                               | Ernennung      |
| ---------------- | ------------------------------------------------------ | -------------- |
| Ueda Kazuo       | Generaldirektor (総裁, sōsai)                          | 09. April 2023 |
| Uchida Shinichi  | Stellvertretender Generaldirektor (副総裁, fuku-sōsai) | 20. März 2023  |
| Himino Ryozo     | Stellvertretender Generaldirektor                      | 20. März 2023  |
| Adachi Seiji     | Mitglied des Lenkungsrates                             | 26. März 2020  |
| Nakamura Toyoaki | Mitglied des Lenkungsrates                             | 1. Juli 2020   |
| Noguchi Asahi    | Mitglied des Lenkungsrates                             | 1. April 2021  |
| Nakagawa Junko   | Mitglied des Lenkungsrates                             | 30. Juni 2021  |
| Takata Hajime    | Mitglied des Lenkungsrates                             | 24. Juli 2022  |
| Tamura Naoki     | Mitglied des Lenkungsrates                             | 24. Juli 2022  |

## Aufgaben

### Kernaufgabe
Die Hauptaufgabe der BoJ ist die Notenausgabe, wobei der Finanzminister mit Billigung des Kabinetts eine Obergrenze für die im Umlauf befindlichen Noten festsetzt und außerdem Art und Umfang der Deckungsmittel bestimmt. Die Geldpolitik der Zentralbank, die in den 1990er Jahren überwiegend passiv auf die Stagnation reagierte, hat einen signifikanten Einfluss auf die japanische Volkswirtschaft.

### Weitere Aufgaben
- dient als „Bank der Banken“ und nimmt in dieser Funktion Einlagen auf Girokonten zur Glattstellung von Salden und der ihr angeschlossenen Institute vor
- kauft und verkauft Schuldverschreibungen und Wechsel der öffentlichen Hand und privaten Wirtschaft
- Inkasso- und Verwahrungstätigkeit für die ihr angeschlossenen Institute
- Kassen- und Kontoführung
- kann der Regierung Kredite einräumen / Sparpapiere übernehmen
- betreibt das Währungsmuseum Tokio

Die Kreditpolitik ist im Rahmen der Geldpolitik ihr wichtigstes Instrument.

### Zentralbankinstrumente
Um ihre Politik umzusetzen, kann die Zentralbank auf verschiedene klassische Zentralbankinstrumente zurückgreifen:

#### Änderungen des Diskontsatzes (公定歩合,kōtei buai)
Diese weist den Marktteilnehmern die Richtung der aktuellen Kreditpolitik. Dieser Zugang zu den Refinanzierungsmitteln der BoJ ist jedoch nicht unbegrenzt. Dafür sorgt ein flexibler Gesamtrahmen, innerhalb dessen die Zentralbank im täglichen Geschäft eine Feinsteuerung der Bankenliquidität anstrebt. Die Abhängigkeit der Großbanken von Krediten der BoJ war für das japanische Finanzsystem lange Zeit charakteristisch. Um einen Abbau der dadurch entstandenen „over-loan“-Situationen herbeizuführen, verfügte die Zentralbank eine von den individuellen Umständen abhängige Refinanzierungshöchstgrenze.

#### Offenmarktpolitik
Im Rahmen dieser tritt die BoJ als Käufer und Verkäufer von Wechseln und anderen Geldmitteln sowie von Staatsanleihen auf. Traditionell stark vertreten ist die BoJ im Wechselmarkt. Über sogenannte tanshi-Gesellschaften (短資会社, tanshi gaisha) erwirbt oder veräußert sie Handels- und Deckungswechsel sowie Zentralbankwechsel. Hierfür berechnet die Zentralbank einen Zins, der sich nach dem Markt richtet.

#### Mindestreserveanforderungen (準備預金,jumbi yokin)
Hierbei hat die BoJ progressiv gestaffelte Mindestreservesätze vorgegeben, die Kreditinstitute mit einem höheren Einlagevolumen verhältnismäßig stärker belasten. Als aktives Instrument der Geld- und Kreditpolitik hat es allerdings an Bedeutung verloren.

#### window guidance(窓口指導,madoguchi shidō)
Dieses Instrument ist gesetzlich nicht verankert. Hierbei handelt es sich um eine in Japan besonders ausgeprägte Form der in Europa besser bekannten moral suasion (Maßhalteappelle). Dies sind Empfehlungen der Zentralbank zum Wachstum des Kreditvolumens. Sie werden in Zeiten einer restriktiven Kreditpolitik gegenüber den einzelnen Geschäftsbanken bzw. Institutsgruppen ausgesprochen.

## Internationale Rolle der BoJ
Die BoJ führt Maßnahmen wie zum Beispiel Devisengeschäfte im Bereich der internationalen Finanzwelt durch und gibt Unterstützung für ausländische Zentralbanken und internationale Organisationen, deren Investitionen mit dem Yen in Zusammenhang stehen. Außerdem beteiligt sie sich an verschiedenen internationalen Gesprächen mit ausländischen Zentralbanken über den Zustand der Weltwirtschaft sowie bei Maßnahmen, die die Stabilität der Finanzmärkte gewährleisten und ihre Struktur verbessern. Weiterhin führt die BoJ internationale Operationen im Namen der Regierung durch, wie die Verarbeitung von Meldungen und Berichten, die nach den Devisen- und Außenwirtschaftsrecht erforderlich sind, die Erstellung von Japans Zahlungsbilanzstatistiken (BOP) und Interventionen auf den Devisenmärkten.
Außerdem hilft die BoJ ausländischen monetären Behörden und internationalen Organisationen bei ihren Investitionen und der Finanzierung des Yen, durch die Annahme von Yen-Einlagen, als Depotbank für Yen-Wertpapiere, sowie durch Dienstleistungen für die Abwicklung von japanischen Staatsanleihen.